# Ixcatepec
Ixcatepec è una municipalità dello stato di Veracruz, nel Messico centrale, il cui capoluogo è la località omonima.
Conta 12.713 abitanti (2010) e ha una estensione di 177,47 km². 	 		
Il significato del nome della località in lingua nahuatl è sulla collina del cotone.